# Gilberte Roca
Gilberte Roca (geborene Cau; * 18. Februar 1911 in Cailhau; † 26. Juli 2004 in Nîmes) war eine französische Politikerin. Von 1945 bis 1958 und von 1962 bis 1963 war sie Abgeordnete der Nationalversammlung.

## Leben
Roca entstammte einer Familie von Landarbeitern und engagierte sich sehr früh als militante Kommunistin. 1934 trat sie der Kommunistischen Partei bei. Roca, deren Mann ebenfalls aktiver Kommunist war, engagierte sich während der deutschen Besatzung im Widerstand. 1945 zog sie für das Département Gard in die Nationalversammlung ein. Im selben Jahr wurde sie Mitglied des Zentralkomitees ihrer Partei, was sie bis 1960 blieb. Zudem wurde sie 1945 Mitglied des Generalrats. Als Abgeordnete wurde sie bis 1958 mehrfach wiedergewählt. Nachdem sie aus dem Parlament ausgeschieden war, wurde sie 1959 in den Stadtrat von Nîmes gewählt, dem sie bis 1977 angehörte. 1962 zog Roca erneut für eine kurze Zeit ins Parlament ein.